# Première épître aux Corinthiens
 (juillet 2024).
La Première épître aux Corinthiens est un livre du Nouveau Testament.
Elle est envoyée par l'apôtre Paul à l'église de Corinthe. Elle est suivie par la Deuxième épître aux Corinthiens.

## Histoire
Ce texte fait partie des sept épîtres reconnues comme authentiquement rédigées par Paul.
Selon les Actes des Apôtres, ch. 18, v. 1-17, l'apôtre Paul est le fondateur de l'église de Corinthe. Lors de son deuxième voyage missionnaire, il passe dix-huit mois au sein de cette communauté.
Il arrive d'Athènes où il a eu l'occasion de débattre avec les philosophes grecs à l'Aréopage (Actes des Apôtres, ch. 16, v. 17-34). Sur place, il rencontre un Juif du nom d'Aquila et sa femme Priscille. Paul s'établit chez eux. Ils travaillent ensemble car Priscille et Aquila sont également fabricants de tentes. Chaque sabbat il se rend à la synagogue où il fait part aux Juifs et aux Grecs de sa rencontre personnelle avec Jésus-Christ qui est le Messie.
Une bonne partie des Juifs ne supportent pas cette vision des choses et le font savoir durement à l'apôtre, tandis que plusieurs personnes, et parmi elles quelques Juifs, croient à ce message de la Bonne Nouvelle et se font baptiser. C'est le début de l'église de Corinthe.

## Contexte
Corinthe est une ville grecque d'environ 36 000 habitants. Située au nord du Péloponnèse, elle bénéficie d'une grande prospérité grâce à ses deux ports, situés de chaque côté de l'isthme de Corinthe, l'un en mer Ionienne, l'autre en mer Égée. La vie culturelle et religieuse est en effervescence.
Après avoir quitté l'église qu'il vient de fonder, Paul apprend que celle-ci connaît des difficultés. Il entreprend alors d'écrire à cette communauté.
Le canon du Nouveau Testament recense deux lettres adressées par Paul à l'église de Corinthe. La première, d'après 1 Co 16, 8, aurait été rédigée à Éphèse au moment de la Pâque (printemps 55 ou 56). Elle fait suite à une première lettre dont il ne reste pas de copie (1 Co 5, 9) et répond à une lettre de l'Église de Corinthe (1 Co 7, 1). Il n'est pas certain qu'elle ait été écrite en une fois.

## Résumé

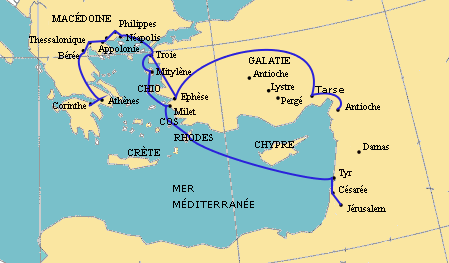
Carte du troisième voyage missionnaire (vers 54-58)

### L'unité des chrétiens est fondée sur le Christ (1-4)
Après des salutations et des actions de grâces à l'église de Corinthe (1,1-9) Paul l'exhorte à ne pas se diviser au sujet de ses maîtres spirituels car elle n'a qu'un seigneur, le Christ (1,10-16). Et ce n'est ni la sagesse, ni l'intelligence qui unissent les chrétiens mais la foi en un Christ crucifié (1,17-31).
Ainsi, Paul leur rappelle qu'il n'a pas fait de discours de sagesse pour leur annoncer l'évangile mais qu'il s'est laissé inspirer par l'Esprit saint (2,1-5) car la sagesse de Dieu est enseignée par l'Esprit et ne peut être comprise que par l'homme spirituel pour connaître la pensée du Christ (2,6-16).
Paul les interpelle à nouveau sur leurs divisions (3,1-4) ; le Christ étant l'unique fondement, peu importe qui bâtit dessus le temple de Dieu qu'ils sont appelés à être (3,5-17). Il les met ensuite en garde contre la sagesse de ce monde (3,18-23).
Les maîtres spirituels des chrétiens de Corinthe ne sont que les serviteurs du Christ (4,1-5), ils n'ont donc pas à s'enorgueillir d'appartenir à l'un ou l'autre, d'autant plus que, bien qu'apôtres, ils doivent être considérés comme les derniers des hommes (4,6-13).
Il leur donne ces avertissements car il les aime comme un père et souhaiterait qu'ils l'imitent. A cette fin, il leur a envoyé Timothée et il leur annonce qu'il viendra bientôt les visiter pour les enseigner (4,14-21).

### Le désordre moral de l'Église de Corinthe (5-6)
Un grave péché moral souillait la communauté de Corinthe, un homme avait pris pour femme sa belle-mère. Tel un levain, ce péché risquait de s'étendre à tous. Paul leur demande donc d'exclure son auteur (5).
Un autre désordre existait dans l'église de Corinthe, des chrétiens étaient en procès devant les tribunaux civils. Paul leur demande, en tant que chrétiens, d'être au mieux désintéressés ou de faire arbitrer leur différend par les Saints de leur assemblée (6,1-11).
Il termine en les mettant en garde contre les relations hors mariage, en particulier avec les prostituées, car leurs corps appartiennent à Dieu (6,12-20).

### Les chrétiens et l'union conjugale (7)
Aux époux et aux célibataires chrétiens, Paul rappelle les bienfaits du mariage et son indissolubilité (7,1-16) ; il appelle chacun, d'une manière générale, à assumer son état de vie (7,17-28), sans perdre de vue la vie éternelle qui vient et qui rendra tout cela secondaire (7,29-33). Il souligne, en fin, la beauté de la virginité pour Dieu (7,34-40).

### Les viandes sacrifiées aux idoles (8)
Les idoles n'étant rien, les chrétiens peuvent consommer les viandes qui leur sont sacrifiées. Cependant, si cela en choque certains, il est préférable de s'en abstenir.

### La justification de l'apostolat de Paul (9)
Certains contestant son autorité, Paul justifie son ministère et sa conduite. Après avoir exposé les droits que lui donne son apostolat (9,1-14), Paul déclare y renoncer car sa récompense c'est l'annonce gratuite de l'évangile (9,15-23). Il ajoute que pour avoir part à l'évangile, il faut s'entraîner durement, tel un athlète voulant remporter la victoire (9,24-27).
Ainsi, bien qu'ayant eu part à la bénédiction spirituelle de Dieu, Israël n'en a pas moins failli par la suite (10,1-10). De même, les chrétiens doivent prendre garde de ne pas chuter ; sachant que Dieu ne permet pas que les tentations soient au-delà de nos forces (10,11-14).
Enfin, Paul rappelle la communion qui existe entre les chrétiens grâce à l'eucharistie (10,15-18) ; communion exclusive à la participation à toute idolâtrie (10,19-22). La liberté des chrétiens devant aussi être au service de l'édification des autres, pour la Gloire de Dieu (10,23-33).

### Comportement lors des assemblées religieuses (11-14)
Paul expose les motifs du port du voile pour les femmes lors des assemblées religieuses (11,1-16) ; il rappelle ensuite la dignité nécessaire des chrétiens qui partagent l'eucharistie (11,17-34).
Puis il aborde la diversité des dons spirituels reçus pour le bien commun (12,1-7). Pour illustrer cette diversité, Paul prend l'exemple du corps humain qui est un organisme unique composé de divers membres et qui est conduit par une seule volonté (12,8-31). Cependant, même les dons les plus brillants n'ont aucune valeur sans la charité (13,1-3) que Paul caractérise ensuite (13,4-7) avant d'affirmer qu'elle est éternelle, comme la foi et l'espérance (13,8-13). Ce passage est à l'origine de la notion de vertu théologale.
Au chapitre 14, Paul aborde le don de prophétie et celui de parler en langues. Il recommande particulièrement, après des paroles en langues, que lesdites paroles soient interprétées.
Le verset 34 du chapitre 14 était fréquemment cité afin de justifier l'interdiction de la voix de femmes dans les chants liturgiques : « Que vos femmes se taisent dans les assemblées. »

### Larésurrection d'entre les morts(15)
Des chrétiens de Corinthe niaient la résurrection du Christ. Paul démontre alors que cette vérité constitue le fondement de la foi chrétienne (15,1-19) en se référant à deux reprises (aux versets 3 et 4) aux Ecritures rédigées avant l'an 55  (au vu des datations probablement l'évangile de Matthieu et Marc ou leurs premières versions). Il ajoute que cette résurrection nous concerne aussi et que notre vie terrestre est à mettre en perspective de la vie éternelle (15,20-34).
Paul expose ensuite la nature du corps spirituel qui ressuscitera (15,35-50) et les modalités de la résurrection (15, 51-58).

### Conclusion (16)
En conclusion de sa lettre, Paul demande l'organisation d'une collecte pour l'Église de Jérusalem (16,1-4). Il annonce ensuite sa visite prochaine et son voyage à Éphèse (16,5-9) puis leur recommande plusieurs frères (16,10-19) avant de leur adresser ses salutations (16,20-24).